# Tour hertzienne de Gliwice

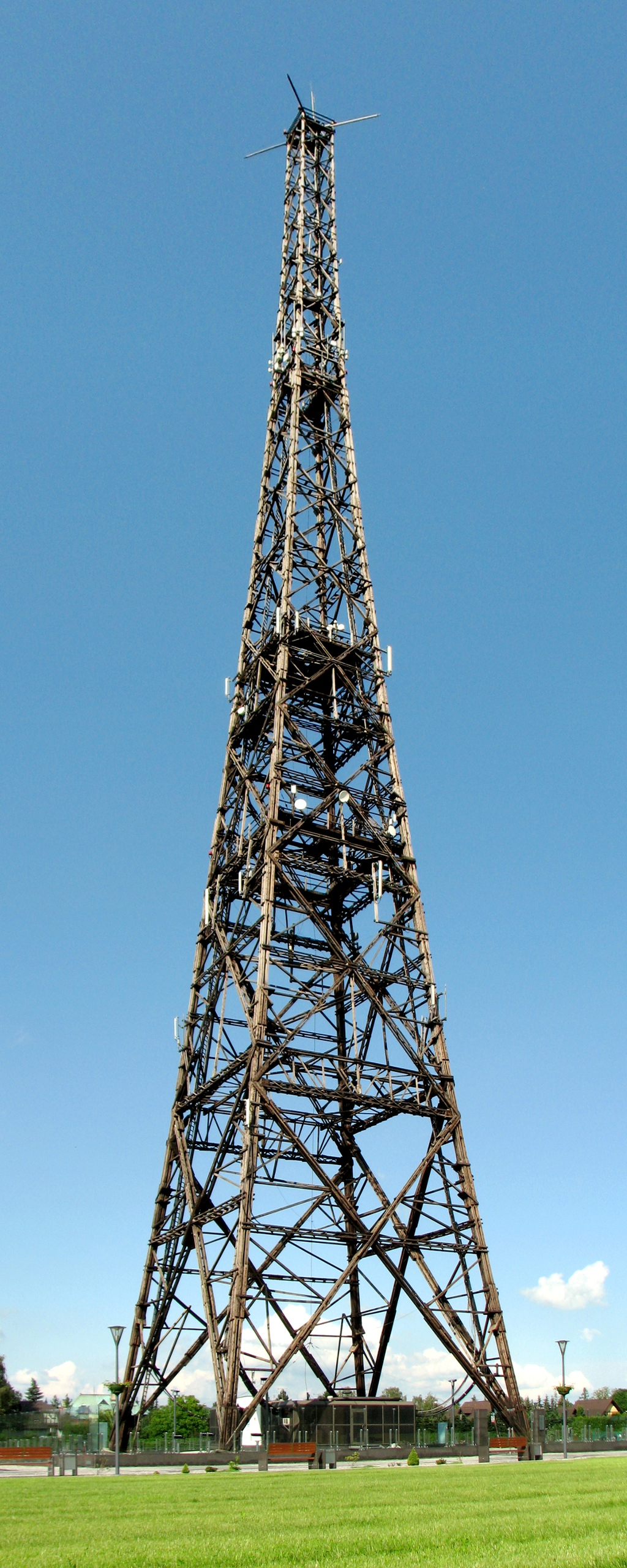
Tour de Gliwice

La tour hertzienne de Gliwice est une station de relais de radio située à Gliwice (en allemand : Gleiwitz) en Pologne (située à 50°19' N et à 18°41' E), près de la route de Tarnogórska. C'est une construction de 111 mètres de haut, élevée en bois de mélèze. Depuis la démolition de la tour radio en bois d'Ismaning en mars 1983, c'est la plus haute tour de transmission en bois d'Europe,. 
Elle a été construite pour porter des antennes de radiodiffusion en ondes moyennes, mais l'émetteur n'est plus en service. La tour a été construite en 1935, en remplacement de l'émetteur précédent, plus petit, situé dans la rue Raudener. Elle est entrée en service le 23 décembre 1935. 
Le 31 août 1939, eut lieu ce que l'Histoire a retenu sous le nom d'incident de Gleiwitz. Organisée par Himmler, l'attaque de la station radio de Gleiwitz, alors en territoire allemand, par de faux soldats polonais servit de prétexte à Hitler pour envahir la Pologne. L'installation de transmission n'a pas été démolie pendant la Seconde Guerre mondiale. 
Du 4 octobre 1945, jusqu'à l'inauguration du nouvel émetteur à Ruda Śląska en 1955, l'émetteur de Gliwice a été utilisé pour la radiodiffusion sur onde moyenne par la société de radiodiffusion polonaise. Après 1955, l'émetteur a été utilisé comme brouilleur contre un émetteur situé en République fédérale d’Allemagne (RFA) qui diffusait des programmes en langue polonaise de Radio Free Europe, radio privée financée par le Congrès des États-Unis.  
Aujourd'hui, l'émetteur onde moyenne n'est plus en service, l'étage final en assurant la puissance ayant été démonté. Toutefois, la tour radio de Gliwice porte plusieurs antennes de transmission de différents services de télécommunications : téléphones mobiles et un  émetteur pour la FM. Par décision du conseil municipal prise en décembre 2004, un musée de l'histoire de la radio et des arts visuels est situé dans l'ancien bâtiment de l'émetteur ondes moyennes.